# Louis Thomas Villaret de Joyeuse

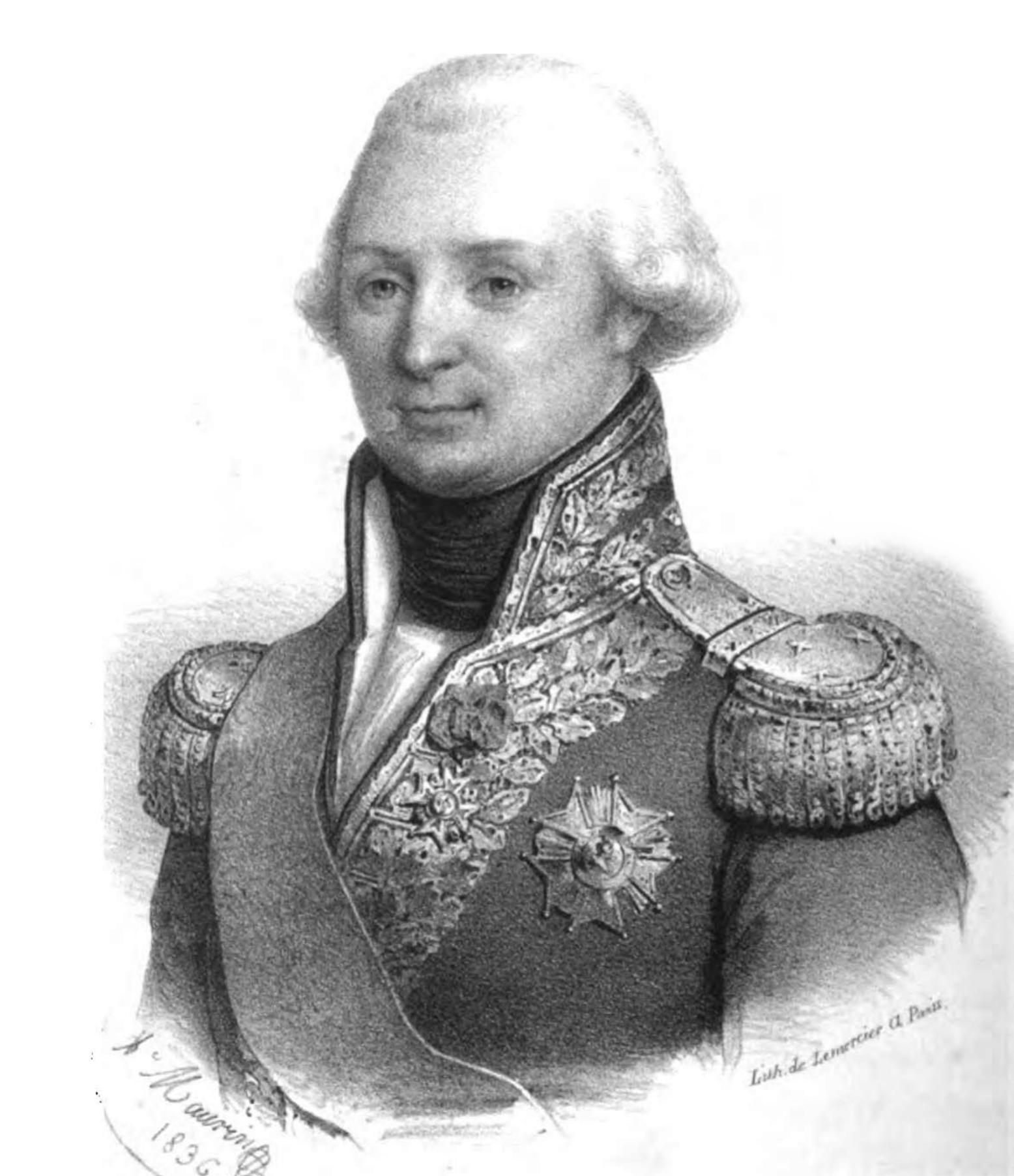
Louis Thomas Villaret de Joyeuse, 1836

Louis Thomas Villaret de Joyeuse (* 29. Mai 1747 in Auch; † 24. Juli 1812 in Venedig) war ein französischer Admiral und Politiker.

## Leben
Villaret entstammte einer Familie von Handwerkern und Beamten: sein Großvater war Ebenist, der zweite Großvater einfacher Beamter der Finanzverwaltung. Da sich die Familie die kostspielige Ausbildung einer Militärakademie nicht leisten konnte, meldete sich Villaret mit 21 Jahren 1768 freiwillig zur Marine.
Er machte sehr schnell Karriere. 1773 war er zweiter Kapitän auf einem Truppentransporter der für Madagaskar bestimmt war, 1778 diente er als Freiwilliger unter Bellecomte bei der Belagerung von Pondicherry. Nach einigen Beförderungen übergab man ihm 1781 das Kommando über den Brander Pulvérisateur und unterstellte ihn Admiral Pierre André de Suffren, später erhielt er die Korvette Najade. Im darauffolgenden Jahr berief man ihn als dessen Aide-de-camp. Unter Suffren kämpfte Villaret u. a. bei Cuddalore (20. Juni 1783).
Noch im selben Jahr wurde Villaret auf dem Weg nach Madras von den Briten in ein Seegefecht verwickelt. Die Französische Flotte lag dort vor Anker. Er hatte die Aufgabe vor der britischen Flotte zu warnen, wurde aber von einem 64-Kanonen-Linienschiff gestellt. Erst nach dreistündigem Kampf, 3/4 der Besatzung war ausgefallen und das Schiff entmastet und leck, ergab er sich und ging in britische Kriegsgefangenschaft. Nach dem Frieden von Paris (3. September 1783) wurde er freigelassen und konnte nach Frankreich zurücksegeln.
Durch Suffrens Vermittlung berief man Villaret zum Hafenkommandant von Lorient. 1793 wurde er zur Bekämpfung von Unruhen nach St. Domingo geschickt. Nach seiner Rückkehr stellte er sich dann auf die Seite der Revolution und wurde Kommandant des 74-Kanonen-Schiffs Trajan. Später nahm er an der Seeschlacht am 13. Prairial (1. Juni 1794) teil und kämpfte bei der Île de Groix (23. Juni 1795). Unter Befehl von Admiral Justin Bonaventure Morard de Galles nahm er 1796 an der Irischen Expedition (Dezember 1796) teil, um die Society of United Irishmen in deren Kampf um Unabhängigkeit zu unterstützen. Zurück in Frankreich gründete er – zusammen mit Jeanbon St. André – eine Artillerie-Schule für die Marine.
1796 berief man Villaret als Vertreter für Morbihan in den Rat der Fünfhundert. Als Royalist war Villaret auch Mitglied des Club de Vichy, und es sind einige Reden überliefert, in denen er sich gegen Abolitionismus und für die Kolonialpolitik aussprach.
Nach dem Staatsstreich (4. September 1797) ordnete das Direktorium u. a. die Verhaftung Villarets an und dessen Deportation nach Cayenne (Französisch-Guyana). Villaret konnte sich solange verstecken, bis die Strafe in ein Exil auf der Île d’Oléron umgewandelt worden war.
Nach dem Friedensvertrag von Amiens (25./27. März 1802) begnadigte Napoleon Villaret und bestätigte auch dessen militärischen Rang. Als im selben Jahr General Charles Victoire Emmanuel Leclerc eine Invasionsarmee zusammenstellte, um in Saint-Domingue (Hispaniola) gegen die Aufständischen unter Toussaint Louverture vorzugehen. meldete sich Villaret freiwillig. Er wurde Generalkapitän von Martinique und St. Lucia. 1809 kehrte er nach Frankreich zurück, die Engländer hat Martinique erobert. Er beantragte eine Kriegsgericht gegen sich selbst, was aber nie stattfand.
1811 berief Napoleon Villaret zum Militärgouverneur von Venedig. Am 24. Juli 1812 starb Villaret im Alter von 65 Jahren in Venedig und fand dort auch seine letzte Ruhestätte.

## Ehrungen

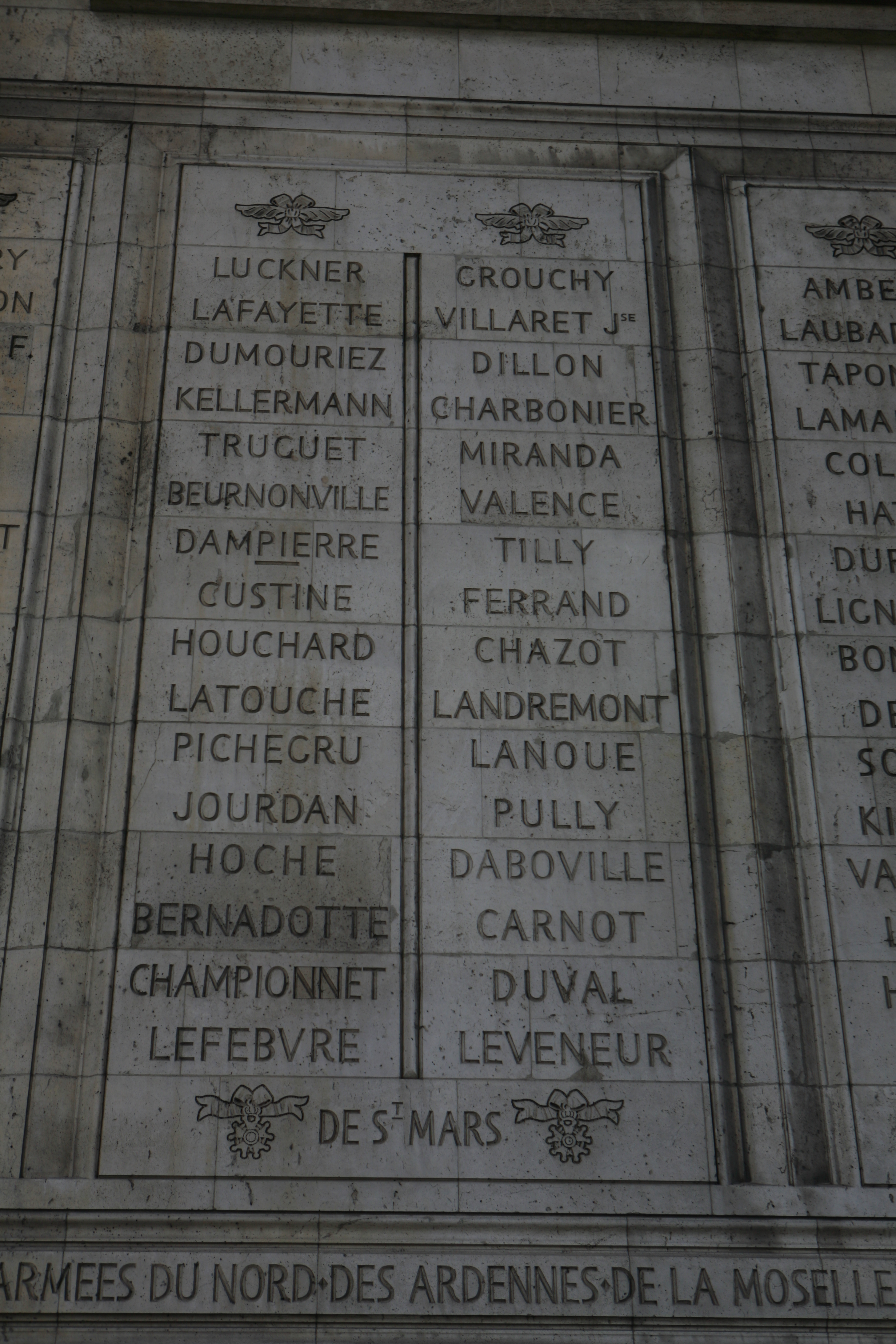
Sein Name auf dem Triumphbogen in Paris

- 15. Juli 1783 Ordre royal et militaire de Saint-Louis
- 11. Oktober 1803 Chevalier der Ehrenlegion
- 14. Juli 1804 Grand Officier der Ehrenlegion
- 2. Februar 1805 Großkreuz der Ehrenlegion
- Sein Name findet sich am nördlichen Pfeiler (4. Spalte) des Triumphbogens am Place Charles-de-Gaulle (Paris).
- Die Rue Villaret-De-Joyeuse und der dazugehörige Square Villaret-De-Villaret-Joyeuse in Paris sind ihm zu Ehren benannt.